# Crispelle di riso
Le crispelle di riso (o zeppole di San Giuseppe), sono dei tipici dolci fritti catanesi, a base di riso, che vengono generalmente preparati nel periodo di san Giuseppe (19 marzo), tanto da essere un dolce tipico della festa del papà.

## Descrizione
Esse si producono analogamente a Siracusa, ma solo durante l'autunno e in particolare l'11 novembre, giorno della festa di san Martino dove è ormai tradizione diffusa tra i siracusani mangiarle insieme alle zeppole, nonché ad accompagnarle con il miele. 
A Messina vengono preparati gli sfincioni di riso, molto simili alle crispelle catanesi; l'unica differenza è che a fine cottura i dolci messinesi vengono spolverati con lo zucchero, mentre quelli catanesi e siracusani sono irrorati con il miele. Nel resto della Sicilia questi dolci sono noti anche come zeppole di riso.
Sembra che a realizzare questo dolce siano state per prime le monache benedettine del monastero di Catania nel XVI secolo, come risulta da antichi testi di cronisti catanesi, tant'è che le zeppole vengono a volte chiamate benedettine.